# Landtag della Sassonia-Anhalt
Il Landtag della Sassonia-Anhalt (Dieta statale della Sassonia-Anhalt, in tedesco Landtag Sachsen-Anhalt) è l'assemblea legislativa monocamerale dello stato tedesco della Sassonia-Anhalt, composta da 105 membri. La sede del parlamento è a Magdeburgo.